# Wallen (Musikerin)
Wallen (* 23. Januar 1978 in Bobigny, Frankreich; bürgerlich Nawell Azzouz) ist eine Musikerin aus Frankreich.

## Leben
Nawell Azzouz hatte schon früh mit Musik zu tun, da ihre Schwestern Instrumente spielten. Im Alter von 8 Jahren wurde sie von ihrer Familie am Konservatorium angemeldet, wo sie Geige spielte. Sie interessierte sich jedoch mehr für Gesang und zeitgenössische Musik aus Amerika.
Im Jahr 1996 trifft Wallen auf den Rapper Sulee B Wax, welcher ihre musikalische Karriere vorantrieb. Ihre erste Single, Je ne pleure pas, erschien 1998. Das erste Album A force de vivre veröffentlicht Wallen im Jahr 2001. Ein Jahr später war sie an den Victoires de la Musique für das beste Album nominiert. Nach diesem Erfolg erschien ihr nächstes Album La vie devant soi im Jahr 2004.
Ihr letztes Album Miséricorde erschien im Jahr 2008.
Seit 1998 ist sie mit dem Rapper und Slampoet Abd al Malik verheiratet und hat mit ihm drei Kinder.

## Diskographie

### Alben
- 2001: A force de vivre
- 2004: La vie devant soi
- 2008: Miséricorde